# 5427 Jensmartin
5427 Jensmartin este o planetă minoră (asteroid), cu un diametru de 3,158 km, din centura de asteroizi. A fost descoperită pe 13 mai 1986 la Brorfelde-observatoriet⁠(d) de Poul Jensen⁠(d) și a fost numită după Jens Martin Knudsen⁠(d). 
Obiectul prezintă o orbită caracterizată de o semiaxă mare de 1,9315802 UAi, o excentricitate de 0,07, o înclinație de 20,3948 ° în raport cu ecliptica.